# Катерлі Ніна Семенівна
Ніна Катерлі (рос. Нина Катерли, справжнє ім'я: Ніна Семенівна Ефрос, рос. Нина Семеновна Эфрос, ім'я при народженні: Ніна Соломонівна Фарфель; 30 червня 1934, Ленінград, Російська РФСР — 20 листопада 2023, Санкт-Петербург) — російська письменниця, правозахисник, близька подруга Бориса Стругацького.
Народилась в сім'ї журналістів. У 1958 році закінчила Ленінградський технологічний інститут імені Ленсовета і близько п'ятнадцяти років працювала хіміком-технологом.
Наприкінці 1960-х років почала писати прозу, перша публікація відбулася в 1973 році. У 1981 році опублікований перший збірник оповідань. Окремі твори перекладені в США, Німеччині, Франції, Японії, Китаї, Фінляндії та інших країнах.
Низка творів Катерлі має відношення до фантастики. Перші публікації у жанрі — «Прохор», «Вікно», «Озеро» і «Чудовисько» (усі — 1977). Багато з творів письменниці можуть бути умовно названі фантастико-побутовою прозою, у них вигадливо поєднуються фантастичний (найчастіше без яких будь-яких ознак «науковості») та реалістичний плани; оповідання і повісті, написані в цьому ключі, склали збірки «Вікно» (1981), «Сінна площа» (1992), «Кольорові листівки» (1986).
Займається правозахисною діяльністю, виступає в пресі з гострими статтями на актуальні політичні теми.
Сьогодні Ніна Катерлі продовжує свою громадську діяльність як член Санкт-Петербурзького ПЕН-клубу та Асоціації «Вільне слово» (правозахисне об'єднання літераторів, журналістів, перекладачів, редакторів, видавців з Росії та інших країн, що пишуть російською мовою), Правозахисної ради Санкт-Петербурга. Її підпис стоїть під численними зверненнями та відкритими листами російської інтелігенції на захист політв'язнів та проти порушень прав людини у Росії[джерело?].